# Список национальных парков Швеции
Система национальных парков Швеции управляется Шведским агентством по охране окружающей среды (швед. Naturvårdsverket) и включает 29 национальных парков. Ещё 6 парков планируются к созданию до 2013 года. Целью службы национальных парков является создание системы природоохранных территорий, которая представляла бы всё разнообразие природных регионов страны и использовалась бы в исследовательских, рекреационных и туристических целях без нанесения ущерба природе. В 1909 году шведский парламент принял закон о национальных парках, после чего Швеция стала первой страной в Европе, установившей систему национальных парков. Девять парков были открыты в 1909 году, ещё семь между 1918 и 1962 годами, затем тринадцать с 1982 по 2009 год.
Почти 90 % общей территории парков составляют горы, отчасти из-за того, что самыми большими по территории в Швеции являются национальные парки на севере страны, целиком расположенные в горах — Сарек и Падьеланта, каждый из которых покрывает почти 200 000 гектаров.. Четыре северных парка — Сарек, Падьеланта, Стура-Шёфаллет и Муддус — составляют Лапонию, один из шведских объектов Всемирного наследия ЮНЕСКО. Национальный парк Скулескуген на побережье Ботнического залива включён в объект Всемирного наследия Высокий берег. Самые южные парки — Сёдеросен, Дальбю-Сёдерскуг и Стенсхувуд — находятся в природной зоне широколиственных лесов, занимая вместе почти 2 000 гектаров. Национальный парк Фулуфьеллет — один из парков PAN, организации, основанной Всемирным фондом дикой природы, чтобы обеспечить долгосрочное сохранение природы и организовать туризм в национальных парках Европы.

## Национальные парки
| Название            | Оригинальное название           | Изображение | Лен                                     | Площадь, га | Год основания | Описание |
| ------------------- | ------------------------------- | ----------- | --------------------------------------- | ----------- | ------------- | --- |
| Абиску              | Abisko nationalpark             |             | Норрботтен                              | 7700        | 1909          | Парк находится в долинах, ограниченных с юга и с запада горными массивами, а с севера — самым большим высокогорным озером Скандинавского полуострова, Турнетреск.                                                                                          |
| Архипелаг Хапаранда | Haparanda Skärgård nationalpark |             | Норрботтен                              | 6000        | 1995          | Расположенный в северной части Ботнического залива парк состоит из низких островов с широкими песчаными пляжами. |
| Бло-Юнгфрун         | Blå Jungfrun nationalpark       |             | Кальмар                                 | 198         | 1926          | Бло-Юнгфрун — остров в Балтийском море. На севере он изрезан расселинами и впадинами, на юго — покрыт лесом. |
| Бьёрнландет         | Björnlandet nationalpark        |             | Вестерботтен                            | 1100        | 1991          | В парке расположены девственные леса, а также холмы и овраги с крутыми склонами. Лесные пожары оставили следы на территории парка. |
| Вадвечокка          | Vadvetjåkka nationalpark        |             | Норрботтен                              | 2630        | 1920          | Парк расположен в горах северо-западнее озера Турнетреск. Это самый северный национальный парк Швеции. Парк назван в честь горы Вадвечокка, расположенной на территории парка.                                                                             |
| Гарпхюттан          | Garphyttan nationalpark         |             | Эребру                                  | 111         | 1909          | Национальный парк создан для охраны лугов и лиственных лесов, на которые существенное влияние оказала деятельность человека. |
| Готска-Сандён       | Gotska Sandön nationalpark      |             | Готланд                                 | 4490        | 1909          | Готска-Сандён — остров, на котором растут сосновые леса, а также расположены песчаные дюны. |
| Дальбю-Сёдерскуг    | Dalby Söderskog nationalpark    |             | Сконе                                   | 36          | 1918          | Парк создан для охраны лиственных лесов. |
| Костерхавет         | Kosterhavets nationalpark       |             | Вестра-Гёталанд                         | 38878       | 2009          | Национальный парк Костерхавет, первый морской парк Швеции, был открыт в сентябре 2009 года. Он состоит из прибрежных вод островов Костер, но не включает сами острова.                                                                                     |
| Муддус              | Muddus nationalpark             |             | Норрботтен                              | 49340       | 1942          | Национальный парк Муддус на севере страны создан для охраны девственных лесов и глубоких оврагов территория глубоких оврагов. |
| Норра-Квилль        | Norra Kvill nationalpark        |             | Кальмар                                 | 114         | 1927          | Норра-Квилль — древний сосновый лес, возраст деревьев в котором превышает 350 лет. В парке расположены три озера: Стора Идеголен, Лилла Идеголен и Далскаррет.                                                                                             |
| Падьеланта          | Padjelanta nationalpark         |             | Норрботтен                              | 198400      | 1962          | Парк, граничащий на западе с Норвегией на западе, в основном состоит из открытых равнинных ландшафтов, окружающих два озера: Вастеняврре и Вирихаврре. |
| Пиельекайсе         | Pieljekaise nationalpark        |             | Норрботтен                              | 15340       | 1909          | Национальный парк Пиельекайсе покрыт берёзовыми лесами, в которых находятся несколько озёр. Парк назван в честь горы Пиельекайсе, символа этой территории.                                                                                                 |
| Сарек               | Sarek nationalpark              |             | Норрботтен                              | 197000      | 1909          | Парк создан для охраны высокогорных альпийских ландшафтов, в которых преобладают высокие и узкие долины. На территории парка находятся более ста ледников, а высота нескольких вершин на его территории превышает 2000 м.                                  |
| Сёдеросен           | Söderåsen nationalpark          |             | Сконе                                   | 1625        | 2001          | Парк создан для защиты сильно изрезанного ландшафта с оврагами, глубиной достигающих 90 м. Долины покрыты широколиственными лесами, в основном буковыми.                                                                                                   |
| Скулескуген         | Skuleskogen nationalpark        |             | Вестерноррланд                          | 2360        | 1984          | Национальный парк Скулескоген является частью Высокого Берега и состоит из скал, сосновых лесов и морского побережья. Ландшафты парка сформированы оледенением.                                                                                            |
| Сонфьеллет          | Sånfjället nationalpark         |             | Емтланд                                 | 10300       | 1909          | Парк назван по 1278-метровой горе Сонфьеллет. Его гористая территория пересечена проточными озёрами и покрыта лесами. |
| Стенсхувуд          | Stenshuvud nationalpark         |             | Сконе                                   | 390         | 1986          | Стенсхувуд — холм, находящийся у Балтийского моря. Из-за равнинности прилегающего ландшафта холм заметен с больших расстояний и использовался мореплавателями как ориентир для навигации. Большая часть территории парка покрыта широколиственными лесами. |
| Стура-Шёфаллет      | Stora Sjöfallet nationalpark    |             | Норрботтен                              | 127800      | 1909          | Северная часть парка лежит в Скандинавских горах, в парке расположены некоторые из высочайших гор Швеции. Более низкие холмы в южной части парка покрыты лесами.                                                                                           |
| Стуре-Моссе         | Store Mosse nationalpark        |             | Йёнчёпинг                               | 7850        | 1989          | Национальный парк Стуре-Моссе включает самое крупное болото в южной Швеции. В парке расположено также озеро Кавсьен, место обитания многих видов птиц. |
| Тёфсингдален        | Töfsingdalen nationalpark       |             | Даларна                                 | 1615        | 1930          | Национальный парк Тёфсингдален состоит из двух горных хребтов, разделённых долиной, покрытой лугами и нетронутыми лесами. |
| Тиведен             | Tiveden nationalpark            |             | Эребру и Вестра-Гёталанд                | 1350        | 1983          | Национальный парк Тиведен — часть большого Тиведенского леса. Парк расположен в самой недоступной части леса. Ландшафт гористый и каменистый. |
| Трестиклан          | Tresticklan nationalpark        |             | Вестра-Гёталанд                         | 2897        | 1996          | Парк представляет собой рифтовую долину и является одной из немногих оставшихся территорий в южной части Скандинавского полуострова, где растут девственные леса.                                                                                          |
| Тюреста             | Tyresta nationalpark            |             | Стокгольм                               | 2000        | 1993          | Тюреста — ущелье с каменистыми склонами. Парк покрыт сосновыми лесами, это один из самых больших массивов первобытных лесов в Швеции.. |
| Фернебуфьерден      | Färnebofjärden nationalpark     |             | Даларна, Вестманланд, Евлеборг, Уппсала | 10100       | 1998          | Парк расположен в долине реки Далэльвен. Её неровная береговая линия окаймляет более 200 больших островов и маленьких островков. |
| Фулуфьеллет         | Fulufjället nationalpark        |             | Даларна                                 | 38500       | 2002          | Парк в основном состоит из голых горных вершин и альпийских лугов, уникальных для шведских гор. |
| Хамра               | Hamra nationalpark              |             | Евлеборг                                | 28          | 1909          | Национальный парк Хамра содержит два низких моренных холма, покрытых девственными лесами и большими валунами. |
| Энгсё               | Ängsö nationalpark              |             | Стокгольм                               | 168         | 1909          | Энгсё — остров в Стокгольмском архипелаге. Парк известен своей природой и старыми фермами. |
| Юрё                 | Djurö nationalpark              |             | Вестра-Гёталанд                         | 2400        | 1991          | Национальный парк Юрё расположен на архипелаге и включает около 30 островов в самом большом озере Швеции — Венерн. |

## Планируемые национальные парки

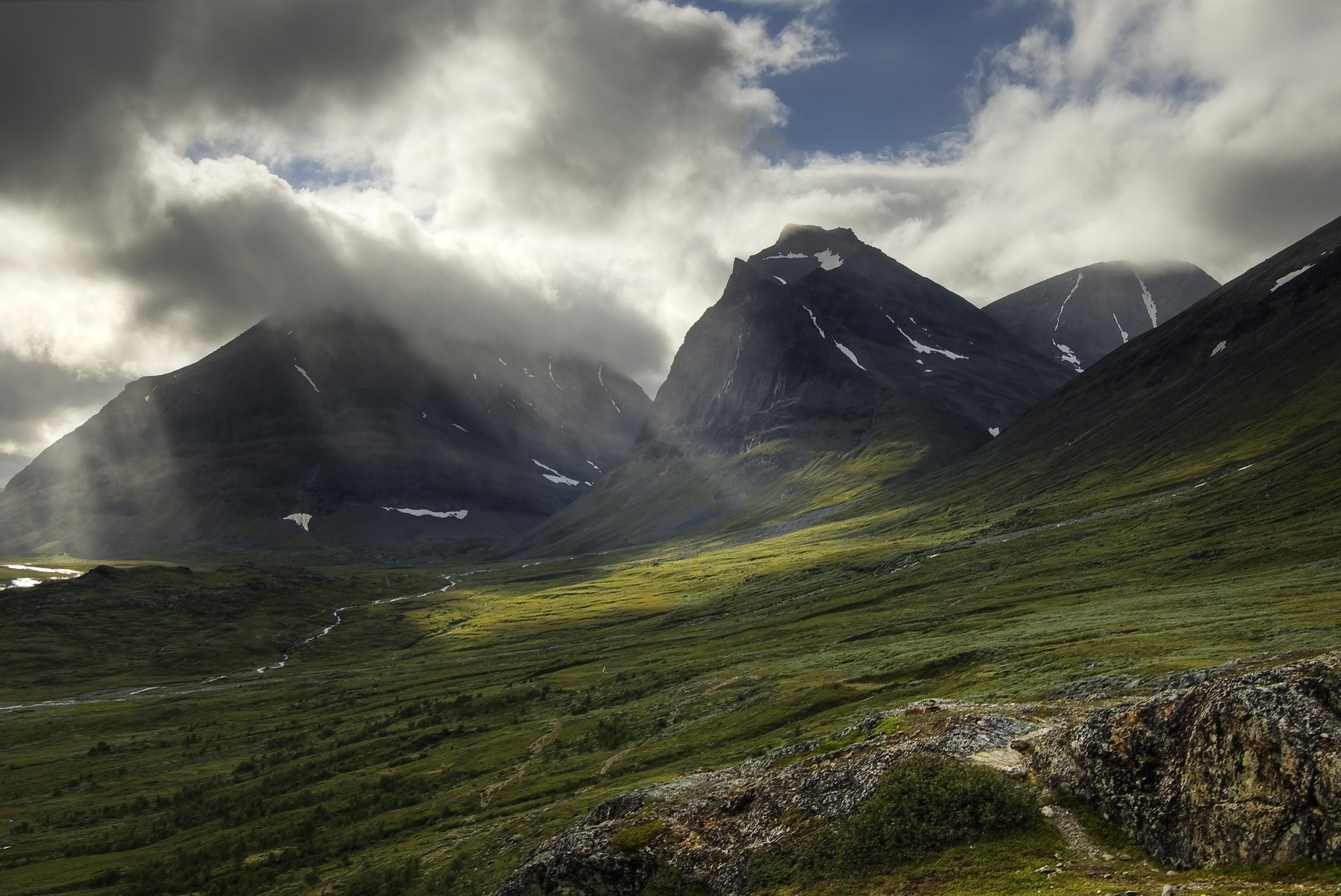
Высочайшая гора Швеции — Кебнекайсе — станет частью национального парка где-то между 2009 и 2013 годом

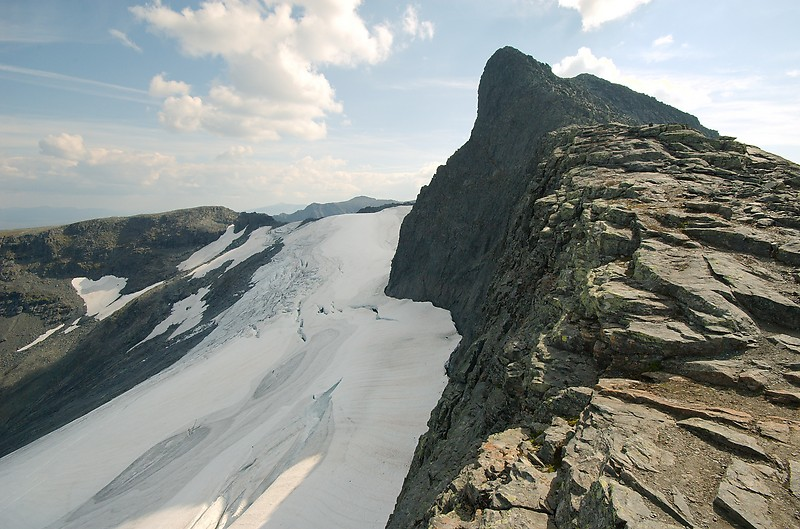
Горный хребет Сайлан станет частью Национального парка Володален-Силарна.

В 2008 году Шведское агентство по охране окружающей среды предложило план создания 13 новых национальных парков в ближайшем будущем. Согласно ему, семь из них должны быть созданы между 2009 и 2013 годом. Первый — Национальный парк Костерхавет — был открыт в сентябре 2009 года. В настоящее время неизвестно, когда будут созданы оставшиеся шесть парков. Если план полностью осуществится, то доля территорий национальных парков в Швеции возрастёт с текущих 1,4 % до 3,7 %.
| Название           | Оригинальное название             | Лен               | Площадь, га | Год основания |
| ------------------ | --------------------------------- | ----------------- | ----------- | ------------- |
| Бестетреск         | Bästeträsk National Park          | Готланд           | 5 000       | 2009—2013     |
| Блайкфьеллет       | Blaikfjället National Park        | Вестерботтен      | 40 000      | 2009—2013     |
| Вестра-Оснен       | Västra Åsnen National Park        | Крунуберг         | 2 000       | 2009—2013     |
| Володален-Силарна  | Vålådalen-Sylarna National Park   | Емтланд           | 230 000     | 2009—2013     |
| Кебнекайсе         | Kebnekaise National Park          | Норрботтен        | 65 000      | 2009—2013     |
| Таввавуома         | Tavvavuoma National Park          | Норрботтен        | 40 000      | 2009—2013     |
| Виндельфьеллен     | Vindelfjällen National Park       | Вестерботтен      | 550 000     | Неизвестно    |
| Коппонген          | Koppången National Park           | Даларна           | 5 000       | Неизвестно    |
| Немдёскергорден    | Nämdöskärgården National Park     | Стокгольм         | 14 000      | Неизвестно    |
| Реиво              | Reivo National Park               | Норрботтен        | 11 000      | Неизвестно    |
| Роген-Юттулслеттен | Rogen-Juttulslätten National Park | Даларна и Емтланд | 100 000     | Неизвестно    |
| Санкт-Анна         | Sankt Anna National Park          | Эстергётланд      | 10 000      | Неизвестно    |